# Conferencia de Naciones sin Estado de Europa Occidental
La Conferencia de Naciones sin Estado de Europa Occidental (CONSEO) es una organización que agrupa partidos nacionalistas minoritarios de Europa Occidental, como el Partit Occitan (Occitania), Emgann (Bretaña), MCA de Córcega, el Sinn Féin de Irlanda, Bloque Nacionalista Galego (Galicia), Herri Batasuna (actualmente declarado organización terrorista e ilegal en España, representa al País Vasco) y el Centre Internacional Escarré per a les Minories Ètniques i Nacionals  (CIEMEN). Desde la primera conferencia, celebrada en 1986, ha ido analizando los aspectos comunes que caracterizan la situación de las Naciones sin Estado dentro de Europa y proponiendo las vías de solución a las problemáticas, también comunes, que tienen planteadas estas entidades en el contexto europeo y en el mundo. 
Ha organizado cuatro conferencias (1986, 1989, 1998, 2001 y 2003), y una de las acciones más remarcables ha sido la redacción de una "Declaración Universal de los Derechos Colectivos de los Pueblos", ofrecida a la sociedad y a sus instituciones en tanto que complemento de la "Declaración Universal de los Derechos Humanos" (centrada en los derechos individuales), pauta para la construcción y vertebración de los sistemas democráticos. En las últimas conferencias ha realizado propuestas de una Constitución Europea.
- Datos: Q3686577